# 浜田義一郎

浜田義一郎

浜田 義一郎（はまだ ぎいちろう、1907年 - 1986年6月11日）は、日本の国文学者。近世の狂歌、川柳を研究した。
東京神田神保町生まれ。1932年、東京帝国大学国文科卒。東洋大学助教授、教授を経て、1969年、大妻女子大学教授。

## 著書
- 『蜀山人』青梧堂、1942.日本文学者評伝全書
- 『大田南畝』吉川弘文館、1963.人物叢書
- 『風流たべもの誌』人物往来社、1968年。
  - 『江戸たべもの歳時記』中央公論社〈中公文庫〉、1977年。
- 『川柳・狂歌』教育社〈教育社歴史新書 日本史82〉、1977年。
- 『江戸文芸攷 狂歌・川柳・戯作』岩波書店、1988年。

## 編纂・校注
- 『日本古典文学大系 第57 狂歌集』（校注）岩波書店、1958年。
- 『古典日本文学全集』第33.狂歌集 評釈筑摩書房、1961.
- 『にっぽん小咄大全(訳編) 世界ユーモア文学全集』別巻第3.筑摩書房、1962. のち文庫
- 『江戸川柳辞典』編.東京堂出版、1968.
- 『日本古典文学全集』46 (狂歌)小学館、1971.
- 『日本小咄集成』武藤禎夫共編.筑摩書房、1971.
- 『江戸切絵図』編.東京堂出版、1974-75
- 『鑑賞日本古典文学 第31巻.川柳・狂歌』森川昭共編 角川書店、1977
- 『誹風柳多留拾遺輪講』吉田精一共編.岩波書店、1977
- 『黄表紙絵題簽集 板元別年代順』編纂.ゆまに書房、1979、書誌書目シリーズ
- 『天明文学 資料と研究』編.東京堂出版、1979
- 『大田南畝全集』全20巻 岩波書店、1985-90
- 『誹風柳多留 初篇』柄井川柳 (校注)社会思想社、1985.現代教養文庫
- 『近世日本風俗事典』江馬務、西岡虎之助共監修.日本図書センター、2011